# پپتید مس جی‌اچ‌کی-سی‌یو
پپتید مس جی‌اچ‌کی-سی‌یو (به انگلیسی: Copper peptide GHK-Cu) با فرمول شیمیایی C۱۴H۲۴N۶O۴C۱۴H۲۲CuN۶O۴ (Cu complex) یک ترکیب شیمیایی با شناسه پاب‌کم ۳۴۲۵۳۸ است. که جرم مولی آن ۳۴۰٫۳۸ g/mol می‌باشد. 